# Коалові
Коалові (Phascolarctidae) — родина сумчастих, яка містить один сучасний вид, коала (Phascolarctos cinereus). Назва типового роду, Phascolarctos походить від лат. Phasco — «сумка» й грец. arctos — «ведмідь». До середини 20-го століття це був єдиний відомий вид цієї родини, який інколи відносили до родини Phalangeridae. Після цього настав період масштабних досліджень викопних решток у Південній Австралії та Квінсленді в результаті чого родина коалових поповнилась багатьма новоописаними видами та кількома родами. Деякі з них ще не мають імені, а деякі відомі тільки за окремими молярами.